# Sphaerotherium nebulosum
Sphaerotherium nebulosum är en mångfotingart som beskrevs av Butler 1875. Sphaerotherium nebulosum ingår i släktet Sphaerotherium och familjen Sphaerotheriidae. Inga underarter finns listade i Catalogue of Life.